# GHS Eilendorf
Die Städtische Gemeinschaftshauptschule Eilendorf, kurz GHS Eilendorf, war die einzige weiterführende Schule im Stadtteil Aachen-Eilendorf. Sie wurde zum Schuljahresende 2014/2015 per Ratsbeschluss der Stadt Aachen vom 11. März 2015 geschlossen. Die Schule teilte sich ihr Gelände mit der direkt angebundenen Grundschule und dem Kindergarten. Das Städtische Montessori-Kinderhaus liegt in direkter Nachbarschaft.

## Vorgeschichte der Schulen in Eilendorf 1801–1908

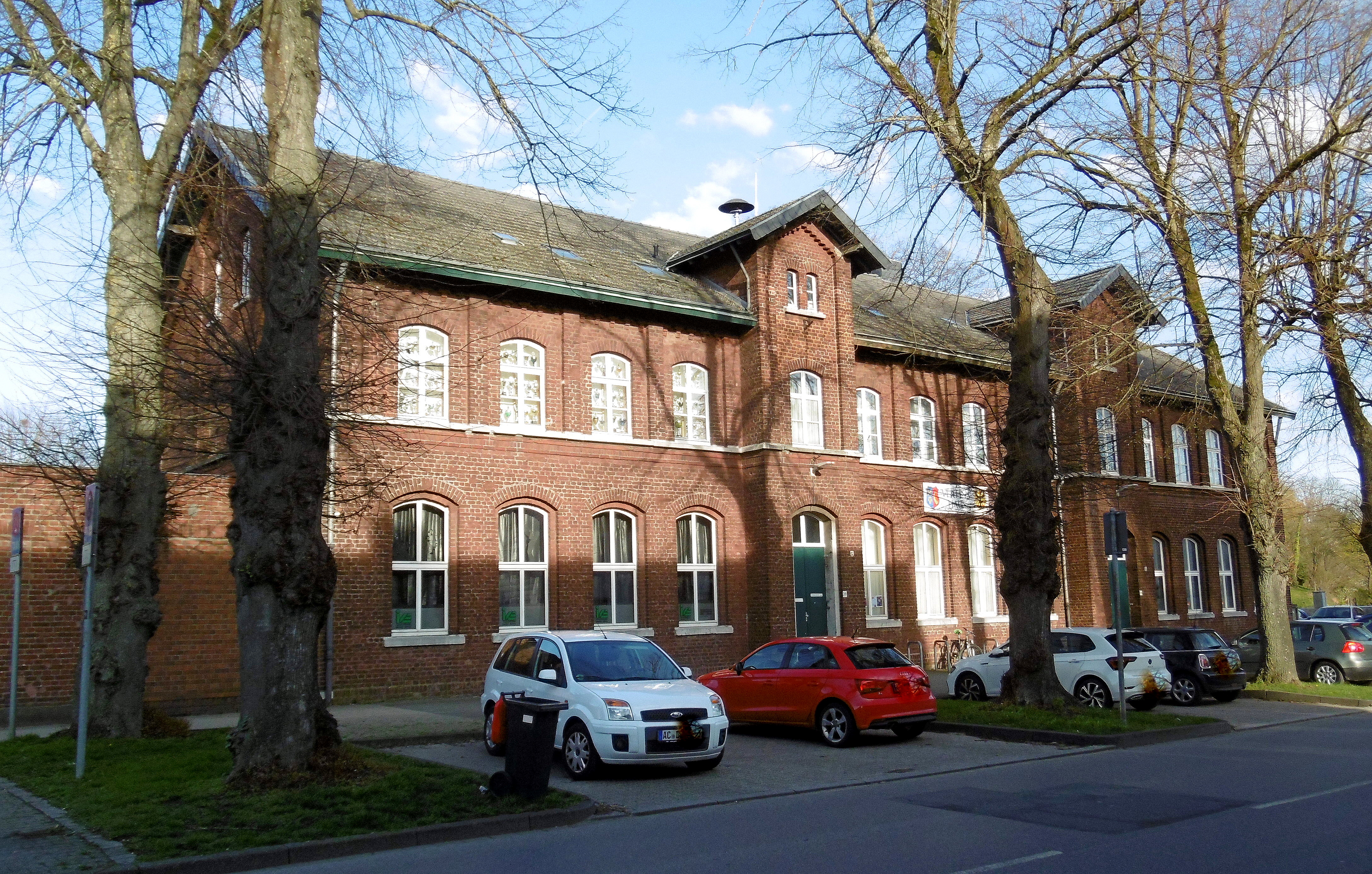
Heutiges Vereinshaus, im Jahr 1885 als vierklassige Schule gegründet

Eilendorf gehörte im 18. Jahrhundert zur Reichsabtei Kornelimünster. Erst mit dem Code Napoleon, folgten die ersten Schulreformen. Die erste Schule wurde im Jahr 1801 in Eilendorf an der Ecke Severinstraße/Brückstraße in den Räumen der Vikarie errichtet. Im Jahr 1829 wurde die erste zweiklassige Schule in der Steinstraße eingerichtet. Fünf Jahre später wurde eine dreiklassige Schule errichtet. Diese musste zu jener Zeit 260 Schüler aufnehmen. Von der ortsansässigen Bevölkerung erhielt dieses Gebäude in der Zeit des Nationalsozialismus den Namen Das Braune Haus, da in diesem Gebäude die Ortsgruppenleitung der Partei untergebracht war. Im Jahr 1967 wurde das Gebäude abgerissen.
Im Jahr 1864 wurde die Jungenschule durch eine Schule für Mädchen ergänzt. Im Jahr 1885 kam im heutigen Vereinshaus in der Nirmer Straße noch eine vierklassige Schule hinzu.

## Bauzeit 1908–1910
Da sich in dem ehemals kleinem Ort die Bevölkerungszahl in den letzten 100 Jahren fast verzehnfacht hatte (im Jahr 1910 stieg die Einwohnerzahl erstmals auf 10.000), wurde Eilendorf neu strukturiert. Am 1. Oktober 1908 fand die seit 1904 stattfindende Umstrukturierung ihr Ende. Unter anderem wurden Straßen neu angelegt und vermessen, so auch der spätere Standort der GHS Eilendorf in der Kaiserstraße. Der neue Bauplatz der Schule wurde schon am 3. März 1908 bestimmt, die Baugenehmigung wurde am 29. September 1908 erteilt. Am 17. September 1909 konnte das Richtfest gefeiert werden. Nachdem die Schule am 17. Dezember 1909 eingerichtet und winterfest gemacht worden war, erfolgte die erste Einschulung zu Ostern 1910.

## 1910–1933
Der erste große Einschnitt erfolgte während des Ersten Weltkrieges. Viele Lehrer wurden eingezogen, darunter Josef Gülpen, der im Jahr 1917 fiel. Nach dem Krieg wuchs die Anzahl der Schüler auf weit über 500. Ab 1924 ging es mit der Wirtschaft wieder aufwärts; nach dem Schwarzen Freitag im Oktober 1929 stieg die Arbeitslosenquote in Eilendorf auf 80 %.

## 1933–1945
Bis 1939 blieb es in der Schule ruhig, zur Einschulung 1936 waren 90 % der Schüler in der Hitlerjugend und dem Bund Deutscher Mädel organisiert. Während dieser Zeit waren drei Lehrer Mitglied der NSDAP und neun Lehrer beim Nationalsozialistischen Lehrerbund (NSLB). Die Lehrerin Gertrud Breuer (1892–1975), die schon seit den 1920er Jahren Lehrerin an der Schule gewesen war, trat im Jahr 1935 aus dem NSLB aus. Sie konnte sich nicht damit abfinden, dass zu Beginn des Unterrichts nicht gebetet werden durfte. Vor dem Unterricht sang sie mit ihren Schülern auf dem Schulhof. Sie blieb auch weiter Mitglied im Verein katholischer deutscher Lehrerinnen und dem Kollegium auch nach dem Krieg bis zum 1. Dezember 1955 erhalten. Kurz nach dem Ausbruch des Zweiten Weltkriegs wurden am 10. September 1939 zwei Kompanien in der Schule einquartiert, aber schon am 23. September wieder abgezogen. Durch einen Erlass verlor die Schule am 18. April 1940 ihren konfessionellen katholischen Status und wurde eine Deutsche Volksschule. Für den Feldzug wurden wieder Lehrer eingezogen. Am 14. Juli 1943 wurde die Schule von vierzehn Brandbomben getroffen. Sieben davon durchschlugen das Dach; das Feuer konnte gelöscht werden. Bei den Angriffen am 25. Mai 1944 starb der damalige Rektor Adam Geulen mit seiner Frau und seinen drei Kindern. Bei diesen Angriffen kamen insgesamt 56 Personen ums Leben. Die Toten wurden zunächst in der damaligen Turnhalle der Schule aufgebahrt und eingesargt und schließlich auf dem Friedhof Nirmer Straße beigesetzt. Im Herbst 1944 quartierten sich die Amerikaner in der Schule ein.

## Nach 1945
Erst im Sommer 1945 konnte der Schulbetrieb wieder aufgenommen werden. Die Schule zählte im Jahr 1946 wieder mehr als 600 Schüler. Die Evangelische Gemeinde in Eilendorf hielt zwischen 1947 und 1952 im heutigen Lehrerzimmer ihre Gottesdienste ab, da dort ein Harmonium stand. Aufgrund von Platzmangel wurde zwischen 1979 und 1983 die Schule mit Pavillons und Unterrichtsräumen für Chemie, Biologie, Technik und Physik erweitert. Zum Schuljahr 1988/89 wurde die Schule mit dem Montessorizweig erweitert. Im November 2008 wurde die neue Turnhalle eingeweiht. Zum hundertjährigen Jubiläum wurde eine Festschrift mit dem Titel „100 Jahre Schule Kaiserstraße“ herausgegeben. Die Hauptschule schloss im Sommer 2015.